# ルキウス・セクスティウス・セクスティヌス・ラテラヌス
ルキウス・セクスティウス・セクスティヌス・ラテラヌス（ラテン語: Lucius Sextius Sextinus Lateranus、生没年不詳）は紀元前4世紀の共和政ローマの政治家。護民官を10年務めた後、紀元前366年に執政官（コンスル）を務めた。自身が成立させたリキニウス・セクスティウス法により執政武官制度が解消された後の最初の執政官であり、プレブス（平民）出身の最初の執政官である。

## リキニウス・セクスティウス法
セクスティウスは護民官としてガイウス・リキニウス・ストロと共にリキニウス・セクスティウス法を成立させた。この法律はもともと三条からなっており、一つは「債務者がすでに払った利息は元本から差し引かれる。そして残額を三年間の均等分割払いで支払う」、もう一つは「何人も500ユゲラ（約125ヘクタール）以上の土地を保持してはならない。公有地で100匹以上の羊を放牧してはならない」であり、最も重要なのは「執政武官（トリブヌス・ミリトゥム・コンスラリ・ポテスタテ）を廃止し執政官を復活させる。執政官のうち一人はプレブスから選出されなければならない」であった 。両者は10年間護民官を継続していた。紀元前369年に両護民官は聖なるシビュラの書を守護する神官に関する法案を提唱して翌年成立している。紀元前368年には債務と土地に関する法案が成立したが、執政官をプレブスに開放する法案は拒否された。しかし、紀元前367年にはこの法案も成立している。セクスティウスはこの年に行われた選挙で翌年の執政官に選出された。ティトゥス・リウィウスは彼を「この職に就任する最初の栄誉を得たプレブス」と書いている。

## 10年間の護民官職
セクスティウスとリキニウスは、彼らが最初に護民官に選ばれた紀元前375年にこの法案を提案した。しかしパトリキ（貴族）はこれに反対し、法案の審議自体も妨げられた。その報復として、二人は当時執政官の代わりに設置されていた執政武官の選挙を5年間拒否し、アエディリスと護民官の選出のみが許された（即ち、この間のローマは半ば無政府状態にあった）。紀元前370年、ウォルスキ都市ウェリトゥラエ（現在のヴェッレトリ）との戦いのために軍を編成する必要が生じ、二人は執政武官選挙に合意したために、この異常事態は解消した。紀元前369年、リキニウスの義父である執政武官ファビウス・アンブストゥスの力も加わり、彼らの提出した法案、特に執政官に関する案が激しく議論された。
紀元前368年にはこの法案に反対するマルクス・フリウス・カミッルスが独裁官（ディクタトル）に任命された。同僚護民官の拒否権を押し切ってトリブス民会での投票が始まると、カミッルスは平民が自ら得た権利をないがしろにしているとし、リキニウスとセクスティウスが譲歩するならパトリキをプレブス民会に介入させない事を約束したが、彼らはそれを無視した。カミッルスは激怒したが、一説に拠れば独裁官選出時の鳥卜に瑕疵があったため辞任している。後任独裁官の選出までにプレブス民会が開かれ、この法案のうち利息と土地に関するものを承認したが、執政官に関するものは拒否した。しかしながら両護民官は、プレブスの利益を守った護民官に栄誉を与えない事を非難し、全ての法案を成立させるべきと強く求め、もしこれが実現しない場合には翌年の選挙には出馬せず、彼らが進めてきた法案の一括成立をプレブスが望む場合にのみ出馬するとした。それを聞いていた十人委員会の一人であったアッピウスの子孫アッピウスは激しく反論したが、結局投票を延期させただけだった。両者はパトリキ二人で構成されていたシビュラの書の守護神官職（ドゥウムウィリ・サクリス・ファキウンディス）を廃止し、同じ役職を10人の神官（デケムウィリ・サクリス・ファキウンディス）に増員する法案を成立させた (後に15人になる)。このうち5人はパトリキ、5人はプレブスで構成されることとされた。この法案も成立し、5人のパトリキ神官と5人のプレブス神官が選ばれた。リウィウスによれば、「勝利に満足し、プレブスはパトリキに道をゆずり、執政官に関する議論は終わり、執政武官が選出された」。
年は明け紀元前367年、ガリア人が北イタリアに侵攻してきたため、カミッルスが再び独裁官に選ばれた。リウィウスによれば、カミッルスがガリア人に勝利してローマに戻ると、ローマは激しい対立に直面していた。絶望的な争いの後、元老院とカミッルスは敗北し、護民官が提唱された処置が採択された。執政官選挙が行われ、セクスティウスが紀元前366年の執政官の一人に選出された。パトリキで構成される元老院は、選挙結果を認めないと宣言した。パトリキとプレブスの論争は第二の聖山事件のようであった。カミッルスは妥協を訴えた。即ち、パトリキ側はセクスティウスの執政官就任を認め、プレブス側は首都法務官（プラエトル）をパトリキから選出することを認めるよう。やっと両者の歩み寄りがあったことを記念して盛大な競技会が開催される事が決定した。通常3日の開催期間が延長される事となったが平民アエディリスが反対したため、パトリキたちが負担する事となり、皆が感謝した。そして独裁官は二人のアエディリス・クルリス（上級按察官）の設立を提案し、パトリキはこの年の民会の決定を承認する事が元老院で決議された。

## 執政官として
執政官としてのセクスティウスに関してはほとんど知られていない。リウィウスは、この年に法務官が一人、上級按察官が二人選ばれたことを記録している。この年、ガリア兵の集結と、ローマの同盟国であるヘルニキの裏切りの噂が流れた。しかしパトリキで構成される元老院は、プレブスであるセクスティウスに軍の指揮を取らせないために、何の処置も講じなかった。プレブスは、パトリキが就任する3つの公職に不満を持っていた。リウィウスによると、これに対処するために、上級按察官は隔年にプレブスからも選出されることとなり、後にはパトリキ、プレブスは問われなくなった。

## プレブス執政官に関する現代の研究
現代の歴史家の何人かは、執政官の一人をプレブスとするとしたとされるリキニウス・セクスティウス法は明確性を欠いていると考えている。リウィウスは、この法をプレブスの政治権利が拡大した画期的なものと見ている。T.J. コーネルは、リウィウスと彼が参照している資料から、プレブスが執政官に継続的に就任するようになったのは、紀元前342年に護民官ルキウス・ゲヌキウスが成立させたゲヌキウス法以降であるとみている（リキニウス・セクスティウス法設定以降も執政官が二人ともパトリキであった年がある）。ゲヌキウス法は執政官を二人ともプレブスが務めることを可能にしたものとされる。しかしながら、カピトリヌスのファスティに記録された歴代の執政官リストからは、この法は一人の執政官をプレブスから選ぶことを義務付けたものに思える。コーネルは、パトリキ、プレブスから執政官を一人ずつ選ぶこととしたのはゲヌキウス法であり、リキニウス・セクスティウス法は、プレブスが執政官に就任することを可能とした、政治権力の調整に過ぎなかったのではないかと見ている。このため、セクスティウスが最初のプレブス執政官に就任したにもかかわらず、「その業績は印象的な事ではない」。また、プレブスでも護民官経験者にのみ執政官への道を開いたのではないかともしている。またこのリキニウス・セクスティウス法で提示された3つの案はどれも当時の社会情勢と合致していると考えられ、おそらく史実と思われるが異論もある。フォン・フリッツとソルディは執政官と法務官に関する法は行政的な改革であると考えている。
リウィウスによると、執政官権限を持つ執政武官制度は紀元前444年に始まり、長年にわたり従来の執政官制度に代わって運用されてきた（執政武官の数は3人から6人であった）。これは執政官を自身の階級から出すことを望むプレブスに対して、パトリキが妥協したものであった。しかし、紀元前444年から紀元前401年にかけて、100人が就任した執政武官の内プレブスは2人のみであった。他方、紀元前400年から紀元前376年においては、定員6名の内プレブスが半数を超えたことが紀元前400年（4人）、紀元前399年（5人）および紀元前396年（5人）の三回あり、紀元前379年には半数の3人がプレブス出身者であった。コーネルはこれに関していくらかの疑問を呈している。紀元前444から紀元前401年にかけてたった二人しかプレブス出身の執政武官がいないのは何故か？その後の期間に多くのプレブスが執政武官に就任していることを考えると、何故プレブスが執政官に就任可能とされたことが画期的とみなされたのか。この法に大きな抵抗があったのは何故なのか。古代の資料は、プレブスが執政官への就任が認められたことが画期的と考えているが、執政官の一人はパトリキから出すこととなっていた。しかしながら、リキニウス・セクスティウス法が成立してから12年経過した紀元前355年から紀元前343年にかけて、執政官は二人ともパトリキであった。毎年プレブス執政官が選出されるようになるのはそれ以降、即ちゲヌキウス法制定以降のことである。

## 参考資料
- ティトゥス・リウィウス 著、毛利晶 訳『ローマ建国以来の歴史 3』京都大学学術出版会、2008年。
- Cornell, T., J., The Beginnings of Rome: Italy and Rome from the Bronze Age to the Punic Wars (c.1000-264 BC) (The Routledge History of the Ancient World), Routledge, 1995; ISBN 978-0415015967
- Sordi, M., I Rapporti romano-ceriti e l'origine della "Civitas sine suffragio", 'Erma di Bretschneider, 1960, ASIN: B001K1ZDZA